# Kurt Meier
Pour les articles homonymes, voir Meier.
Ne doit pas être confondu avec Kurt Meyer.
Kurt Meier, né le 6 avril 1962, est un bobeur suisse notamment champion olympique en bob à quatre en 1988.

## Carrière
Kurt Meier est champion du monde en bob à quatre en 1986 à Königssee (Allemagne de l'Ouest). Il devient ensuite champion olympique aux Jeux olympiques d'hiver de 1988, organisés à Calgary au Canada, avec Ekkehard Fasser, Marcel Fässler et Werner Stocker. Après un nouveau titre de champion du monde obtenu en 1993 à Igls (Autriche), Meier participe à nouveau aux Jeux olympiques, en 1994 à Lillehammer en Norvège. Il est cette fois médaillé d'argent avec Donat Acklin, Domenico Semeraro et Gustav Weder derrière le bob Allemagne II,.

## Palmarès

### Jeux olympiques
- Médaille d'or en bob à 4 aux Jeux olympiques d'hiver de 1988.
- Médaille d'argent en bob à 4 aux Jeux olympiques d'hiver de 1994.

### Championnats du monde
- Médaille d'or dans l'épreuve du bob à quatre lors des championnats de 1986 et 1993.